# Лукала
Лука́ла (порт. Rio Lucala) — река в Анголе, правый приток нижней Кванзы, протекает по территории провинций Уиже, Маланже и Северная Кванза на северо-западе страны. Лукала известна водопадами Каландула, высотой более 100 метров.
Площадь водосборного бассейна реки составляет около 25,5 тыс. км².
Лукала начинается на высоте примерно 1260 м над уровнем моря около Казанги к югу от города Негаге. В верхней половине течёт преимущественно на северо-северо-восток и север, в нижней половине — на запад, около устья поворачивает на юго-запад. Впадает в Кванзу на высоте 19 м над уровнем моря напротив острова Ндалангомбе около населённого пункта Масангано.